# 阿圭河
阿圭河（英語： 或 Agvey River）是皮博爾河的一条支流，流过南蘇丹的东部和埃塞俄比亚的西部，拥有支流阿巴拉河和空空河。这条河是一条半流河，在旱季可能会干涸，但在雨季由于强降雨很快又变成了水道。